# Max Höfler (Schriftsteller)

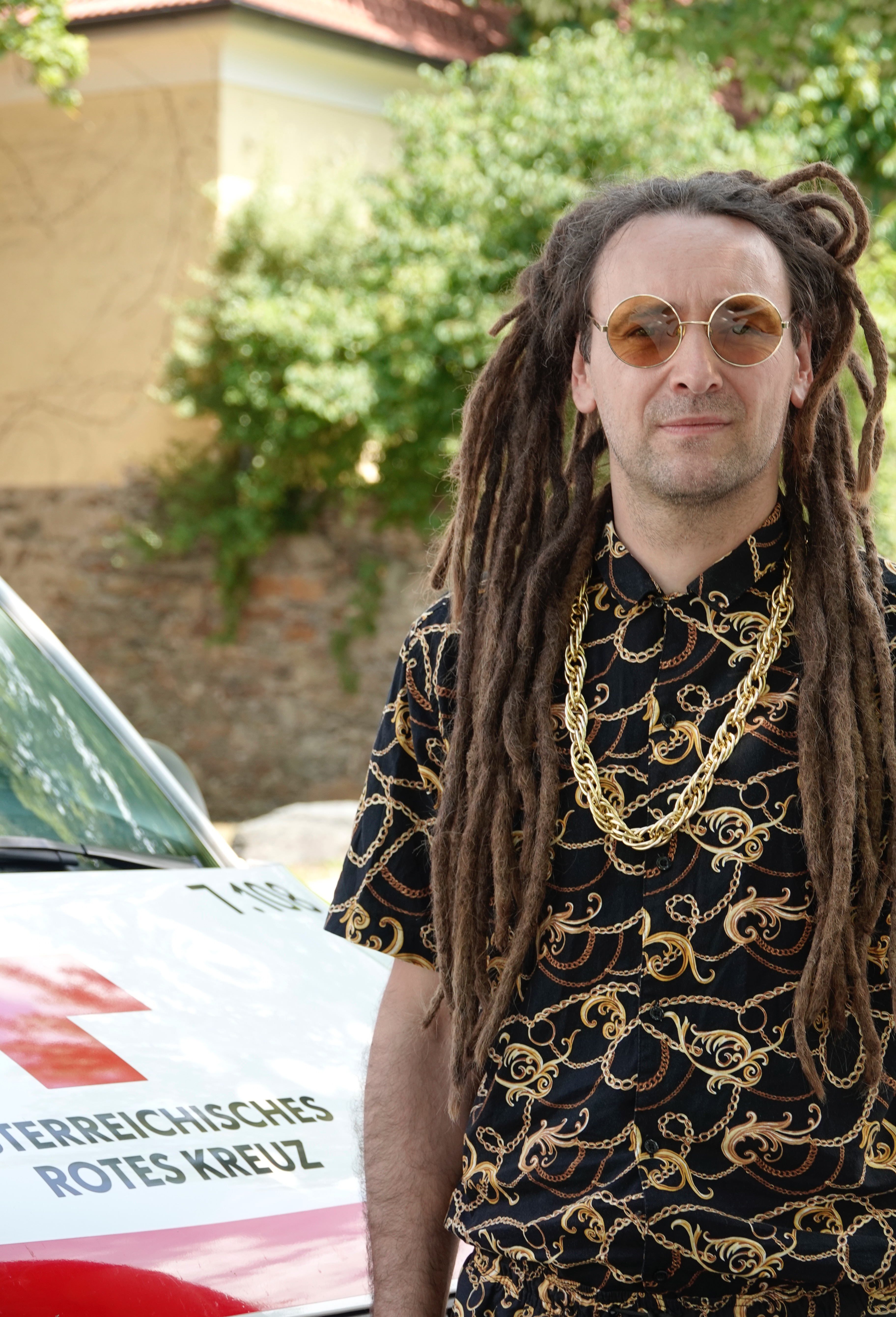
Max Höfler 2025

Max Höfler (* 1978 in der Oststeiermark) ist ein österreichischer Schriftsteller und bildender Künstler.  Er lebt in Graz.

## Literarisches Schaffen
Max Höfler verfasst experimentelle Prosatexte und publiziert regelmäßig in Literaturzeitschriften: So in der perspektive, manuskripte, den Lichtungen, der schreibkraft, dem fröhlichen wohnzimmer und den Publikationen der Künstlergruppe monochrom. Er ist Gründer des Netzkunstprojekts Eigenheimgalerie GG44 und Mitbegründer der Künstlergruppe R.A.P1.2. Seit 2013 ist er Herausgeber des Leinwandliteraturmagazins Glory Hole – nachrichten von drüben, das in der Nacht auf die Außenleinwand des Forum Stadtpark projiziert wird.
Max Höfler ist zur Lesung beim Ingeborg-Bachmann-Preis 2025 eingeladen.

## Auszeichnungen
- 2009: Literaturförderpreis der Stadt Graz
- 2010: Autorenprämie des BMUKK für sein Debüt "Texas als Texttitel".
- 2011: Literaturstipendium der Stadt Graz
- 2011: Rom-Stipendium des BMUKK
- 2012: Theodor-Körner-Preis
- 2012: Peter-Rosegger-Literaturpreis des Landes Steiermark
- 2024: Rotahorn-Literaturpreis mit Thea Mengeler und Yuliia Iliukha[3]
- 2025: Nominierung für den Ingeborg-Bachmann-Preis

## Werke

### Buch
- Texas als Texttitel. Ein Rabiatkomödienroman. Ritter Verlag, Klagenfurt, Graz, Wien 2010, ISBN 978-3-85415-454-9.
- wies is is – ein mondo cane machwerk. Ritter Verlag, Klagenfurt, Graz, Wien 2014, ISBN 978-3-85415-517-1.
- Arbeit Freizeit Gewalt – Commedia. Ritter Verlag, Klagenfurt, Graz, Wien 2018, ISBN 978-3-85415-572-0.
- Traktor: Das Standardwerk zur Beackerung der steirischen Kulturlandschaft. Ritter Verlag, Klagenfurt 2019, ISBN 978-3-85415-604-8.
- Alternative Title: BOOK. Sampson Low Ltd., London 2020. ISBN 978-1-912960-52-1.
- Alles über alles – oder warum. Ritter Verlag, Klagenfurt 2023, ISBN 978-3-85415-664-2.

### Libretti
- Konfrontationen 4, mit Martin J. Pichler, Uraufführung 2008 im Forum Stadtpark, Graz
- alle achtung, mit Martin J. Pichler, Uraufführung 2007 in der Helmut List Halle, Graz

### Als Herausgeber
- EXTRAKT – Forum Stadtpark Literatur 2010–2012, Verlag Forum Stadtpark, Graz 2012, ISBN 978-3-901109-36-2.
- Leinwandliteraturmagazin Glory Hole – nachrichten von drüben, Forum Stadtpark Graz